# Isaac Asimov
Isaac Asimov (/ˈaɪzək ˈæziməv/ EYE-zək AZ-i-məv, tên khai sinh Isaak Yudovich Ozimov, tiếng Nga: Исаак Юдович Озимов; 2 tháng 1 năm 1920 - 6 tháng 4 năm 1992) là một tác giả người Mỹ và là giáo sư hóa sinh tại Đại học Boston, nổi tiếng nhất với các tác phẩm về khoa học viễn tưởng. Asimov là một trong những nhà văn sáng tác nhiều nhất mọi thời đại, ông đã viết và biên tập hơn 500 cuốn sách và khoảng 90.000 bài văn và bưu thiếp. Các tác phẩm của ông đã được xuất bản ở cả mười hạng mục của Hệ thống Thập phân Dewey.
Asimov được xem là một bậc thầy của khoa học viễn tưởng, cùng với Robert A. Heinlein và Arthur C. Clarke, ông được coi là một trong ba nhà văn khoa học viễn tưởng tiêu biểu. Tác phẩm nổi tiếng nhất của Asimov là loạt chuyện Foundation; các tác phẩm nổi tiếng khác bao gồm Galactic Empire và Robot, cả hai tác phẩm này sau đó đều được hợp thể hóa vào cùng một vũ trụ với loạt chuyện Foundation để tạo nên Future History. Ông cũng sáng tác rất nhiều truyện ngắn, trong đó có "Nighfall", tác phẩm đã được Science Fiction Writers of America bầu chọn là truyện ngắn khoa học viễn tưởng hay nhất mọi thời đại năm 1964. Asimov cũng sáng tác loạt chuyện Lucky Starr của thể loại tiểu thuyết khoa học viễn tưởng dành cho thiếu nhi, trong loạt truyện này ông sử dụng bút danh là Paul French.
Asimov cũng viết nhiều tác phẩm thuộc thể loại thần bí và tưởng tượng, cũng như những tác phẩm phi viễn tưởng. Hầu hết những tác phẩm này đều giải thích những khái niệm khoa học theo cách lịch sử, đưa người đọc trở lại thời khi hiểu biết về khoa học ở giai đoạn sơ khai nhất. Ông cũng đưa ra cả quốc tịch, ngày sinh, ngày mất cho những nhà khoa học ông đề cập, ông còn cung cấp cả từ nguyên học và chỉ cách phát âm những thuật ngữ kỹ thuật.
Asimov là thành viên lâu năm và là phó chủ tịch của Mensa International, ông cũng là chủ tịch của Hiệp hội Nhân văn Hoa Kỳ. Tiểu hành tinh 5020 Asimov, một miệng núi lửa trên Sao Hỏa, một trưởng tiểu học ở Brooklyn, New York và Giải thưởng Văn học Isaac Asimov đều được đặt theo tên của ông.